# 鳥上坂
鳥上坂（とりあげざか）は山形県南陽市にある坂である。

## 概要
鳥上坂の名称の由来は、「鳥も上れぬ鳥上坂」という言葉から成り立っている。鳥上坂からは南陽市街を一望することができる。
現在は国道13号が通り、これに伴い切通の新道になりスムーズとなったが、かつては米沢街道随一の難所であったとされている。